# 合肥骆岗国际机场
合肥骆岗国际机场位于合肥市包河区骆岗镇，于1977年投入使用，是合肥的前民用机场，2013年5月29日起停止营运，航班改至新建的新桥国际机场起降，原属合肥骆岗的IATA机场代码HFE及ICAO机场代码ZSOF转移往合肥新桥国际机场。原飞行区等级为4D。

## 概况
合肥骆岗机场位于合肥市东南9.6公里，机场正门接合宁高速公路入口。机场跑道为混凝土跑道，长3000米宽50米，材质为混凝土，平行滑行道长2884米宽18米，航站楼面积12000平方米，停机坪面积为65000平方米，能满足年旅客吞吐量四百万人次的需求。设停机位15个，含近机位5个（含有一个中国大陆最长登机桥）、远机位10个，登机桥现已全部拆除。

## 历史沿革
- 1957年1月1日，一架苏制里-2飞机从合肥三里街机场腾空而起，上海经合肥、徐州至北京航线正式开通，标志着合肥三里街机场正式通航。当年运送旅客61.5人次，货邮4公斤。[2]
- 1958年，中国民航安徽省管理处在合肥成立，并在1960年扩编为中国民用航空安徽省管理局。[2]
- 1971年5月，国务院、中央军委批复同意新建合肥骆岗机场，建设两层高的民航航站楼和八层高的空管塔台。[2]
- 1977年11月，合肥骆岗机场竣工运营，合肥三里街机场正式停用。
- 1986年4月29日，国产运-7飞机载客首航典礼在合肥骆岗机场举行。[3]
- 1988年8月东航安徽分公司在合肥骆岗机场首次开通合肥——香港地区临时旅游包机航线，1997年改为定期直航航班，是骆岗机场开通的首条地区航班。[2]
- 1995年11月16日，合肥—广州航线正式开航。[2]
- 1996年，民航总局和安徽省、合肥市政府共同投资1.8亿元对合肥机场按4D标准航空港进行扩建，设计年旅客吞吐量150万人次（包含2座近机位和10座远机位，共12个机位）。[2]
- 1999年9月，合肥公交公司11路公交车开进了骆岗机场，告别了机场没有公交车的历史，极大地方便了广大旅客和机场员工出行。[2]
- 2000年2月7日东航首次开通合肥——曼谷旅游包机航线，是骆岗机场开通的第一条国际旅游包机航线。[2]
- 2003年11月22日，民航安徽省局撤销，安徽民航机场管理有限责任公司和中国民用航空安徽安全监督管理办公室成立。[2]
- 2004年10月26日，合肥机场年旅客吞吐量突破100万。[2]
- 2005年上半年，合肥骆岗国际机场跑道进行沥青混凝土盖被改造，设计加盖厚度15厘米。
- 2005年11月8日，安徽民航机场集团有限公司成立。[2]
- 2006年6月底，经国家有关部门验收合格后，合肥骆岗国际机场正式升格为国际机场。
- 2006年，十一五规划确定在合肥市西北31.8公里的肥西县高刘镇附近修建一座全新的4E级机场（新桥国际机场），设计旅客年吞吐量将达950万人次。
- 2006年11月30日，合肥骆岗国际机场新塔台（13层高，第十二层为行政办公区与休息室，第十三层为管制室）及中国民用航空安徽空中交通管理分局大楼（5层高）正式启用。[4]
- 2008年9月，合肥骆岗国际机场航站楼扩建工程开工，新建国内航站楼6300平方米，改造航站楼2000平方米，增设登机桥3座，拓宽进场路及对停车场平面布置进行调整。
- 2008年12月19日上午，国土资源部、国家民航局、省市有关领导，在合肥市肥西县高刘镇新机场场址出席了隆重而简朴的开工典礼，标志着合肥新桥国际机场建设工程正式开工。[2]
- 2009年3月30日，国航开通成都——合肥——首尔航线，是骆岗机场开通的第一条国际航线。[2]
- 2009年4月25日，合肥骆岗国际机场航站楼扩建工程正式完工，机位数量由原来的12个升至15个，近机位由2个升至5个，远机位数量不变，设计年旅客吞吐量由150万人次升至400万人次。
- 2009年9月4日，东航安徽分公司开通了合肥——台北（桃园）直航定期航班，这是安徽省开通的首条飞往台湾的航线。[2]
- 2010年12月18日，澳门航空开通了合肥——澳门航线。[2]
- 2012年12月18日，合肥骆岗机场年旅客吞吐量首次突破500万人次。[2]
- 2013年5月30日零点，合肥新桥国际机场正式启用，骆岗国际机场永久关闭。[5]最后一班出入港航班是从广州飞往大连的海航HU7243，经停合肥，21点26分到达[6]，22点09分飞离跑道[7]。
- 2018年6月9日，合肥骆岗国际机场规划出炉，机场规划为通用机场，名字为“合肥骆岗通用机场”。[8]但在之后的规划中则变更为城市中央公园“骆岗公园”。2023年9月，改造后的骆岗公园开放，原机场航站楼改造成城市建设馆、大机库改造成艺术厅、维修部厂房改造成穹顶艺术中心。9月26日，第十四届中国（合肥）国际园林博览会在骆岗公园举行[9][10]。

## 航空公司、航线与航点
以下为1977.11.1-2013.5.29（截止2013.5.29）的航空公司、航线与航点，2013.5.30开始，所有航空公司、航线与航点全部转移至合肥新桥国际机场。

### 国内航线
- 中国国际航空：北京、重庆-江北、成都
- 中国东方航空：北京、上海-浦东、广州、深圳、昆明、重庆-江北、重庆-万州、成都、黄山、厦门、沈阳
- 中国南方航空：广州、深圳、西安、海口、长沙、乌鲁木齐、哈尔滨、大连、贵阳、三亚
- 海南航空：海口、三亚
- 厦门航空：黄山、福州、厦门
- 深圳航空：深圳
- 山东航空：济南、青岛
- 天津航空：青岛
- 上海航空：上海-虹桥、上海-浦东
- 奥凯航空：天津
- 幸福航空：西安、郑州、太原、运城、杭州、南昌、连云港、烟台（旧）
- 西部航空：重庆

### 国际和港澳台航线
- 中国国际航空：韩国-仁川
- 中国东方航空：香港、台湾-台北桃园
- 海南航空：新加坡
- 澳门航空：澳门
- 台湾复兴航空：台湾-台北桃园
- 韩国易斯达航空：韩国-济州岛（不定期航线）

## 航空管制
| 种类 | 周波数                  |
| TWR  | 118.100 MHz,118.750 MHz |
| ATIS | 128.85 MHz              |

## 航空保安无线设施
| 局名    | 种类 | 周波数    | 识别信号 | 空港设置距离 |
| HEFEI   | VOR  | 116.7 MHz | HFE      | 空港内设置   |
| HEFEI   | DME  |           |          | 空港内设置   |
| LUOGANG | NDB  | 232KHz    | SB       | 4.9英里      |
| LUOGANG | NDB  | 260KHz    | GV       | 4.9英里      |